# قنبلة تسونامي

رسمة توضيحية

قنبلة تسونامي مشروع مشترك بين الولايات المتحدة ونيوزيلندا صمم لتدمير المدن الساحلية باستخدام تفجيرات تحت الماء لإحداث موجات مدية عارمة.
وقد أجريت الاختبارات في المياه المحيطة بجزر كاليدونيا الجديدة ومدينة أوكلاند النيوزيلندية أثناء الحرب العالمية الثانية، وتبين أن هذ السلاح عمليّ ويمكن لسلسلة من التفجيرات البحرية الهائلة أن تشكل موجة تسونامي بارتفاع عشرة أمتار قادرة على إغراق مدينة صغيرة.
وكانت العملية البالغة السرية المسماة «مشروع الفقمة» قد اختبرت هذه الوسيلة المهلكة كمنافس محتمل للقنبلة الذرية. وقد فُجرت نحو 3700 قنبلة أثناء تلك التجارب، أولا في كاليدونيا الجديدة وبعد ذلك في شبه جزيرة واناغاباراوا قرب مدينة أوكلاند.
وقد انكشفت هذه الخطط أثناء بحث للمؤلف ومخرج الأفلام النيوزيلندي راي وارو الذي تفحص الملفات العسكرية المدفونة في دار المحفوظات الوطنية.
وقال وارو «على ما يبدو لو أن القنبلة الذرية لم تقم بدورها كما حدث، ربما كنّا شعبا تسوناميا. لقد كان أمرا مذهلا. أولا أن يخرج أي شخص بفكرة تطوير سلاح دمار شامل مبني على أساس تسونامي. كما يبدو أن نيوزيلندا طورت القنبلة للدرجة التي ربما جعلتها تنجح». وأضاف وارو: «لو ظهر المشروع في فيلم من افلام جيمس بوند لعُد ضربًا من الخيال السينمائي، لكنه كان مشروعًا حقيقيًا». واشار وارو إلى أنه وقع على المشروع لأن التقرير الخاص به كان لم يزل موضع تمحيص، ووجده مرميًا على مكتب أحد الموظفين في الأرشيف الوطني النيوزيلندي.
وأضاف أن «المشروع بدأ في يونيو 1944 بعدما لاحظ ضابط بحري أميركي يدعى إي.أي جيبسون، أن عمليات التفجير لتطهير الشعب المرجانية حول جزء المحيط الهادي أنتجت في بعض الأحيان موجة عاتية، وهو ما أثار احتمال بناء قنبلة تسونامي».
وقال وارو إن الاختبار الأولي كان إيجابيا، لكن المشروع وضع في نهاية المطاف على الرف في بداية عام 1945، رغم أن السلطات النيوزيلندية استمرت في إصدار تقارير حول التجارب في خمسينيات القرن الماضي.
واستنتج الخبراء أن الانفجارات الفردية لم تكن بالقوة الكافية، وأن قنبلة تسونامي ناجحة تحتاج إلى مليوني كيلوغرام من المتفجرات المرتبة في صف يصل طوله إلى نحو 7.5 كلم من الشاطئ.
واستطرد وارو «لو وضعت هذه القنبلة في فيلم من أفلام جيمس بوند لبدت كالخيال، لكنها كانت حقيقة واقعة، وقد عثرت عليها بالصدفة لأنهم كانوا ما زالوا يتفحصون التقرير، ومن ثم كانت القنبلة تجلس على طاولة مكتب أحدهم في دار المحفوظات».